# Pandaceae

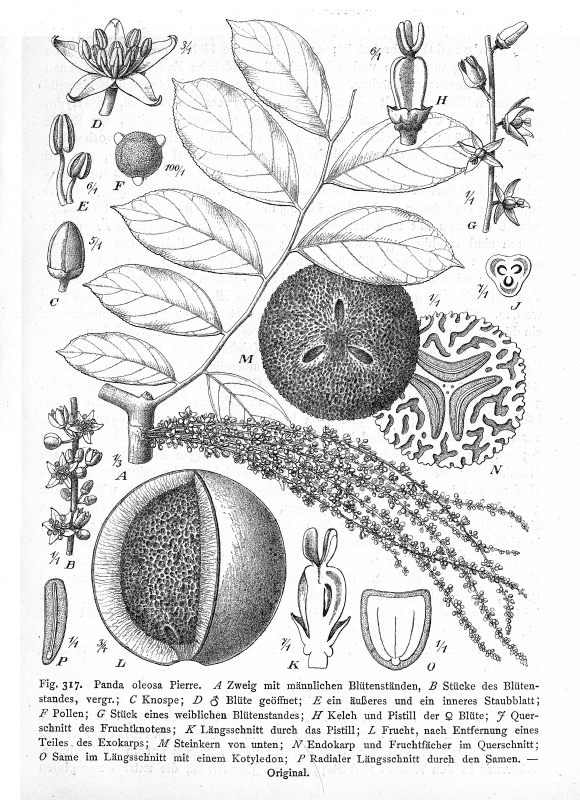
Ilustrace Panda oleosa

Pandaceae je čeleď vyšších dvouděložných rostlin z řádu malpígiotvaré (Malpighiales). Jsou to dřeviny s jednoduchými střídavými listy a drobnými pětičetnými květy. Plodem je peckovice. Čeleď zahrnuje 17 druhů ve 3 rodech a je rozšířena v rovníkové Africe a tropické Asii.

## Popis
Zástupci čeledi Pandaceae jsou dvoudomé, stálezelené keře a stromy s jednoduchými střídavými listy se zpeřenou žilnatinou. Čepel listů je celokrajná nebo zubatá. Palisty jsou drobné, trojúhelníkovité. Květenství jsou hroznovitá a vrcholová či kauliflorní, případně úžlabní svazečky nebo jsou květy jednotlivé.
Květy jsou drobné, jednopohlavné, pětičetné. Kalich je složený z 5 volných nebo srostlých lístků. Koruna je složená z 5 volných lístků. Samčí květy obsahují 5 až 15 volných tyčinek. Semeník v samičích květech je svrchní, srostlý ze 2 až 5 plodolistů a se stejným počtem komůrek. V každém plodolistu je 1 vajíčko. Plodem je peckovice obsahující nejčastěji 3 semena.

## Rozšíření
Čeleď zahrnuje 17 druhů ve 3 rodech. Vyskytuje se v rovníkové Africe a v tropické Asii. Největším rodem čeledi je Microdesmis (11 druhů), rozšířený v subsaharské Africe a tropické Asii od jižní Číny po jihovýchodní Asii. Rod galeárie (Galearia) se vyskytuje v počtu 5 druhů v Asii od Myanmaru po Šalomounovy ostrovy. Rod Panda je monotypický, zastoupený jediným druhem (Panda oleosa) v tropické západní Africe.

## Taxonomie
Čeleď Pandaceae byla v minulosti ve většině systémů řazena do řádu pryšcotvaré (Euphorbiales), případně byly všechny rody součástí čeledi pryšcovité (Euphorbiaceae), kde byly řazeny do podčeledi Acalyphoideae a tribu Galearieae.
Rod Centroplacus, vedený dříve jako součást čeledi Pandaceae, byl v systému APG III přeřazen do nové čeledi Centroplacaceae.

## Zástupci
- galeárie (Galearia)[5]

## Význam
Listy Galearia fulva jsou v jihovýchodní Asii používány jako zelenina. Kořeny slouží v Thajsku v domorodé medicíně lokálně při horečkách.
Dřevo Microdesmis caseariifolia se v tropické Asii občas používá ke stavbě domů.

## Seznam rodů
Galearia, Microdesmis, Panda